# Gozd Karura
Gozd Karura je urbani gozd v Nairobiju, glavnem mestu Kenije. Gozd je bil zaščiten leta 1932 in ga upravlja Kenijska gozdarska služba v sodelovanju z združenjem gozdov skupnosti prijateljev gozdov Karura.
Gozd Karura obsega 1041 ha, sestavljen iz treh delov, ločenih s cestama Limuru in Kiambu: velik srednji del je ca. 710 ha; Sigria izbočena na zahodu je ca. 250 ha; del vzhodno od ceste Kiambu je bil dodeljen posebnim nacionalnim prednostnim nalogam. Od sredine leta 2016 36 % gozda vsebuje avtohtone gorske gozdne drevesne vrste. V gozdu živi približno 200 vrst ptic, pa tudi antilopa suni (Nesotragus moschatus), Harveyjev duiker (Cephalophus harveyi), Tragelaphus scriptus, svinja Potamochoerus larvatus, ženete, cibetovka, medarski jazbec, Galagidae, ježevec, opisa Samango (Cercopithecus albogularis), veverice, zajci, netopirji in različni plazilci in metulji. Karura ima zdaj več kot 50 km poti za obiskovalce, da hodijo, tečejo ali kolesarijo.
Rastlinske vrste, značilne za gozd, so oljka Olea europaea (var. africana), Croton megalocarpus, Warburgia ugandensis, Brachyleana huillensis in Uvaridendron anisatum.
Zaradi bližine rastočega mesta so obstajali načrti za zmanjšanje gozda v korist stanovanjskih in drugih gradb. Vendar so bili ti načrti sporni za naravovarstvenike. V poznih 1990-ih so obstajali stanovanjski projekti, ki bi izrezali dele gozda. Naravovarstveniki, ki jih je vodila Wangari Maathai, vodja gibanja za zeleni pas, ki je kasneje postala Nobelova nagrajenka za mir, so izvedli zelo javno kampanjo za reševanje gozda. Gozd Karura je postal tudi simbol proti kontroverznim zaplembam zemlje v Keniji.

## Geografija
Gozd Karura ima površino 1063 ha, zaradi česar je največji od treh glavnih gozdov v Nairobiju. Ostala dva sta gozd Ngong in gozd Oloolua. Arboretum v središču Nairobija je veliko manjši.
Gozd Karura leži severno od osrednjega Nairobija in meji na predmestja Muthaiga, Gigiri, Runda, Ridgeways, Mathare North, Peponi in New Muthaiga. Zahodni del gozda je znan tudi kot gozd Sigiria.
Območje severno od osrednjega Nairobija tvori porečje in je bilo nekoč močno gozdnato, danes pa obstaja le kot zaplate, kot sta gozd Karura in mestni park. Gozd prečkajo reke Thigirie, Getathuru, Rui Ruaka in Karura, vsi pritoki reke Nairobi.
Značilnosti v gozdu so slap, bambusov gozd, močvirje, jame Mau Mau in stara cerkev.
Urad Združenih narodov v Nairobiju in sedež UNEP sta ob gozdu. Tam je tudi Center za raziskave gozdnih proizvodov Karura.

## Razvoj projektov in okoljska vprašanja
Dele gozda je leta 1989 razglasil minister za okolje Jeremiah Nyagah. Med letoma 1994 in 1998 je bilo skupno 564,14 hektarja gozda na skrivaj dodeljenih 64 različnim podjetjem za stanovanjske projekte. Okoli leta 1995 so bili izdelani načrti za izgradnjo stanovanjskega naselja v gozdu, vendar je nasprotovanje lokalnih prebivalcev privedlo do začasne opustitve načrtov.
Projekti so se ponovno oživili septembra 1998, ko so zasebni razvijalci izdali obvestilo o umiku Ministrstvu za gozdove. Krčenje gozda je sprožilo ostre proteste okoljevarstvenikov in drugih vpletenih. 7. oktobra 1998 so na gradbišče vdrli demonstranti, med njimi 12 opozicijskih poslancev. Protest je postal nasilen in buldožerji in drugi stroji, uporabljeni za čiščenje gozda, so bili uničeni v vrednosti več kot 80 milijonov Ksh (2 milijona ameriških dolarjev).
Minister za zemljišča in naselja Noah Katana Ngala je objavil seznam podjetij, ki so jim novembra 1998 dodelili zemljišče v gozdu Karura. Vendar evidence teh podjetij niso našli v uradu generalnega sekretarja, zaradi česar je bilo težko izslediti posameznike, ki stojijo za temi podjetji.
8. januarja 1999, ko je skupina žensk pod vodstvom Wangari Maathai organizirala demonstracije s sajenjem dreves v bližini gozda, jih je napadla velika skupina varnostnikov. Več jih je bilo ranjenih, vključno z Maathai, ki so jo odpeljali v bolnišnico v Nairobiju. Policija dogodka ni hotela preiskati. Vendar je generalni državni tožilec Amos Wako opravičil Maathaiju in obljubil preiskavo dogodka.
Revija Time jo je v podporo Maathai razglasila za heroja tedna leta 1998. Klaus Töpfer, izvršni direktor UNEP, je opozoril, da lahko organizacija preseli svoj sedež iz Kenije, če bo gozd uničen. Napad na Maathai je obsodil tudi generalni sekretar ZN Kofi Annan. Arhitekturno združenje Kenije je novembra 1998 prosilo kenijske arhitekte, naj ne sodelujejo pri načrtovanju, ki bi ogrozilo gozd.
Sčasoma so bili stanovanjski načrti odstranjeni zaradi pomanjkanja javne podpore, vendar so dodelitve zemljišč še vedno veljale.
Novi kenijski zakon o gozdovih iz leta 2005  je otežil uničevanje gozdov v Keniji in tako zaščitil tudi gozd Karura.
Leta 2008 so izvajali projekt Kenijske gozdarske službe, UNEP in Rdečega križa Kenije, da so posekali evkaliptus in modri gumi v delih gozda in na njihovem mestu zasadili avtohtone vrste. Gibanje zelenega pasu je dvomilo o projektu, saj so se bali, da bi sečnja gozda dejansko lahko privedla do tega, da bi zasebni razvijalci vdrli v gozd.
Leta 2009 so poročali, da je bil del gozda dodeljen Nacionalnemu organu za upravljanje okolja (NEMA). Temu načrtu sta nasprotovala tudi Wangari Maathai in Gibanje zelenega pasu, ki sta izjavila, da bi morala NEMA varovati, ne pa uničevati gozd.
Severna obvoznica Nairobija, zgrajena leta 2009, poteka skozi mokrišče, ki prispeva k enemu od petih vodotokov gozda Karura in tako ogroža gozd.
Novi Kenijski zakon o gozdovih (2005) je predvidel tudi ustanovitev združenj gozdov Skupnosti (CFA). Leta 2009 je tako nastala iniciativa pod imenom 'Friends of Karura Forest Community Gozd Association'.
Združenje gozdov skupnosti FKF je v sodelovanju s Kenijskim gozdarskim zavodom ter kenijskimi podjetji in zasebnimi donatorji v samo petih letih ogradilo, zavarovalo in preoblikovalo Karuro »od odlagališča ugrabiteljev in morilcev ter nezakonitih zasebnih razvijalcev« v priljubljeno lokalno območje za rekreacijo in ohranjanje narave. Od dobesedno nič obiskovalcev leta 2009 gozd zdaj sprejme povprečno 16.000 obiskovalcev na mesec, od tega 70 % državljanov Kenije. Leta 2015 je bilo okoli 600.000 obiskovalcev.
Dokumentarec o preobrazbi gozda, Pomlajevanje gozda Karura: Nevarna mesta v zeleno pristanišče, je produciral Duncan Ndotono in režirala Brenda Okoth, priznava prizadevanja za nego gozda Karura nazaj v življenje. Z gozdnim združenjem prijateljev gozdne skupnosti Karura se lahko obrnete na rafiki@karurafriends.org. Spletno mesto: http://www.friendsofkarura.org

## Turizem
Gozd Karura je zdaj razvit kot atrakcija za obiskovalce, s približno 16.000 obiskovalci na mesec. To vključuje oblikovanje približno 50 km naravnih poti za hojo, tek in kolesarjenje. Prva pot, ki je dolga štiri kilometre in povezuje Limuru Road s Old Kiambu Road, je bila odprta maja 2009. Okoli gozda je iz varnostnih razlogov zgrajena električna ograja. Čeprav je 70 % obiskovalcev Karure državljanov Kenije, je mednarodna stranka vse bolj cenjena, kar dokazuje, da je Karura dve leti zapored (2014–2015) prejela TripAdvisor certifikat odličnosti in je bila na seznamu 4. od 101 stvari Kaj početi v Nairobiju.
Karura Forest Environmental Education Trust (KFEET) je bil ustanovljen leta 2010, ustanovil pa ga je takratni minister za gozdarstvo in divje živali Noah Wekesa. KFEET upravlja okoljsko izobraževalni center, ki je v gozdu Karura in omogoča dostop do tisoč kenijskih šolskih otrok.